# Sniper Elite 5
Sniper Elite 5 es un videojuego de disparos en primera persona de 2022. shooter táctico stealth videojuego desarrollado y publicado por Rebellion Developments. Es la secuela de Sniper Elite 4. Salió a la venta el 26 de mayo de 2022 para Microsoft Windows, PlayStation 4, PlayStation 5, Xbox One y Xbox Series X/S.

## Juego
Al igual que sus predecesores, Sniper Elite 5 es un shooter. El juego cuenta con varios niveles, que proporcionan a los jugadores varias oportunidades para infiltrarse y extraer. Cuando el jugador mata a un enemigo usando un rifle de francotirador desde una larga distancia, se activará el sistema X-Ray kill cam, en el que la cámara del juego sigue la bala desde el rifle de francotirador hasta el objetivo, y muestra partes del cuerpo, huesos u órganos internos del cuerpo siendo rotos o reventados por la bala. Las armas del juego pueden personalizarse ampliamente. La campaña para un jugador puede jugarse en modo cooperativo con otro jugador. El juego introduce el modo Invasión, que permite a un tercer jugador unirse a una sesión de juego y jugar como un francotirador enemigo. También se incluye un modo supervivencia, en el que puede jugar hasta cuatro jugadores.

## Trama
Sniper Elite 5 tiene lugar tras los acontecimientos de Sniper Elite 4 en el año 1944, un año antes de Sniper Elite V2. El francotirador del SOE Karl Fairburne se une a un batallón de Rangers del ejército antes de la Operación Overlord para ayudar a asegurar una cabeza de playa y el pueblo de Colline-Sur-Mer para ayudar a dar a los estadounidenses un punto de apoyo y desembarco en Francia. Al llegar al pueblo y reunirse con el contacto de la resistencia Charlie Barton, el submarino americano es destruido y Charlie informa a Karl de que la mayoría de los contactos del grupo han sido asesinados por unidades dirigidas por el Obergruppenführer Abelard Möller tras descubrir información sobre su participación en la coordinación de la "Operación Kraken". Marie Chevalier, su compañera de contacto, les informa de que Möller está ocupando un castillo cercano y salen a investigar. Tras irrumpir y obtener información sobre "Kraken" tanto del castillo como de una reunión de altos cargos que tiene lugar en la catedral de Beaumont-Saint-Denis, Möller se entera de la implicación de Fairburne y de su notoriedad previa por haber desbaratado proyectos nazis de alto nivel.
Desobedeciendo las órdenes de los Rangers, Fairburne se infiltra en una fábrica de maquinaria de guerra y de blindaje de submarinos y la destruye para interrumpir la producción. Charlie le lleva clandestinamente a una isla del Canal de la Mancha, cerca de Guernesey, donde la inteligencia de la fábrica descubre un prototipo de submarino construido y preparado para las pruebas utilizando el blindaje sigiloso introducido previamente en la isla con la coordinación de los japoneses. Fairburne consigue destruir el submarino, lo que pone en una situación embarazosa al alto mando nazi, pero hace que Möller redoble sus esfuerzos y siga adelante con el proyecto sin los datos de las pruebas.
Tras el desembarco en las playas de Normandía, Fairburne se reagrupa con los Rangers como parte de un desembarco aerotransportado en Francia, pero el planeador de la unidad es derribado cerca del pueblo de Desponts-Sur-Douve. Fairburne consigue expulsar a la fuerza de ocupación, lo que permite a los Rangers recuperar el pueblo antes de partir para investigar unas instalaciones en las que se están llevando a cabo pruebas de armamento adicionales con cohetes V-2. Con esto y el descubrimiento de un mapa de objetivos que incluye varias ciudades importantes de los Estados Unidos, Fairburne deduce rápidamente que el "Kraken" pretende utilizar los submarinos para escabullirse de los Aliados en las profundidades del Océano Atlántico y utilizar las V-2 contra objetivos civiles para disuadir los esfuerzos bélicos de los Estados Unidos.
Cuando Möller se pone en contacto con la base y, sin querer, habla directamente con Fairburne, entra en pánico al saber que Fairburne es plenamente consciente del proyecto y necesita lanzarlo inmediatamente antes de que los Aliados puedan reaccionar. Fairburne se desplaza a la ciudad de Saint Nazaire, donde se encuentra el corral de submarinos bajo estricta seguridad de la Kriegsmarine, donde destruye rápidamente los submarinos construidos, así como varios construidos para la Armada Imperial Japonesa. Con el "Kraken" destruido y temiendo por su vida, Möller se retira a su castillo para encubrir su participación en el proyecto antes de esconderse, pero es asesinado por Fairburne antes de que pueda escapar. Mientras Charlie y Marie celebran el éxito de la misión, Fairburne reflexiona sobre su próximo despliegue.

## Desarrollo
En marzo de 2019, el desarrollador de la serie Rebellion Developments confirmó que habían comenzado el desarrollo de Sniper Elite 5.
El juego se anunció oficialmente durante The Game Awards 2021. Según Rebellion, el equipo utilizó fotogrametría a la hora de crear los niveles del juego. Algunas localizaciones del juego se inspiraron en Guernsey. El juego salió a la venta para Microsoft Windows, PlayStation 4, PlayStation 5, Xbox One y Xbox Series X/S el 26 de mayo de 2022. Los jugadores que reservaron el juego tienen acceso a una misión extra llamada "Objetivo Führer: Montaña del Lobo", en la que el jugador deberá infiltrarse en el refugio privado de Hitler en los Alpes para eliminarle a él y a sus guardias.

## Recepción
Sniper Elite 5 recibió críticas "generalmente favorables", según el agregador de reseñas Metacritic.
EGM calificó Sniper Elite 5 como "el mejor juego de la serie hasta la fecha", citando su intrincado diseño de niveles, su profundo sistema de personalización de armas y su satisfactoria jugabilidad como sus puntos fuertes, aunque discrepando en menor medida con sus personajes e historia poco desarrollados. Eurogamer opinó que el título era "un auténtico grande del género" y "uno de los juegos más entretenidos del año" debido a sus flexibles cajas de arena y su imaginativa representación interactiva de la Segunda Guerra Mundial. GameSpot afirmaba que los puntos fuertes del juego residían en la experiencia central de francotirador, el fomento de la agencia del jugador, las tensas invasiones multijugador y el sólido modelo de personalización de armas. GamesRadar+ afirmó que el juego era "el Sniper Elite más completo" y señaló que, aunque los puntos fuertes y débiles de la serie seguían estando presentes, el modo Invasión del Eje lo elevaba por encima de anteriores entregas de la franquicia. Hardcore Gamer escribió que la variedad del juego, entre sus variaciones en el diseño visual, "algunos de los mejores" diseños de niveles de la serie, y el modo Invasión del Eje, que fue alabado como "lo mejor de [Sniper Elite 5]" eran lo que lo hacían mejor que sus predecesores. Shacknews también alabó el título, otorgándole un 9 sobre 10 y alabando el detalle de las muertes por rayos X, pero criticó el rendimiento en PC y las animaciones faciales anticuadas. IGN, por el contrario, opinó que el título parecía "más una mejora gradual que una gran revolución", y expresó su decepción por el reciclaje de objetivos que provocaba que la campaña del juego se sintiera repetitiva como resultado. La misión "Academia de espías" fue señalada a menudo como una de las mejores misiones del juego.